# Coquí (Puerto Rico)
Coquí is een plaats (comunidad) in het Amerikaanse unincorporated territory Puerto Rico, en valt bestuurlijk gezien onder gemeente Salinas.

## Demografie
Bij de volkstelling in 2000 werd het aantal inwoners vastgesteld op 3590.

## Geografie
Volgens het United States Census Bureau beslaat de plaats een oppervlakte van
2,4 km², geheel bestaande uit land.

## Plaatsen in de nabije omgeving
De onderstaande figuur toont nabijgelegen plaatsen in een straal van 36 km rond Coquí.